# Greenwich Public Schools
 (juillet 2018).
Greenwich Public Schools est un secteur scolaire (school district) situé dans le Comté de Fairfield, à Greenwich dans l'État du Connecticut. Les frontières du district coïncident avec celles de la ville. Environ 8 840 élèves, des classes K-5 à K–12, étudient aux Greenwich Public Schools.
En 2012, les écoles primaires avaient le même modèle de ségrégation raciale que la ville dans son ensemble avec les étudiants hispaniques concentrés dans les deux écoles primaires du sud-ouest du district, New Lebanon et Hamilton Avenue. Il existe, au Connecticut, une loi sur la diversité raciale qui exige que le pourcentage d'élèves appartenant à un groupe ethnique dans une école ne peut pas s'écarter de plus de 25% de la moyenne du district. Ainsi, en 2013, le district était hors des normes et était à la recherche de solutions.
L'ancien quaterback Steve Young et le centre des Minnesota Vikings, John Sullivan, y ont étudié.  

## Liste des écoles

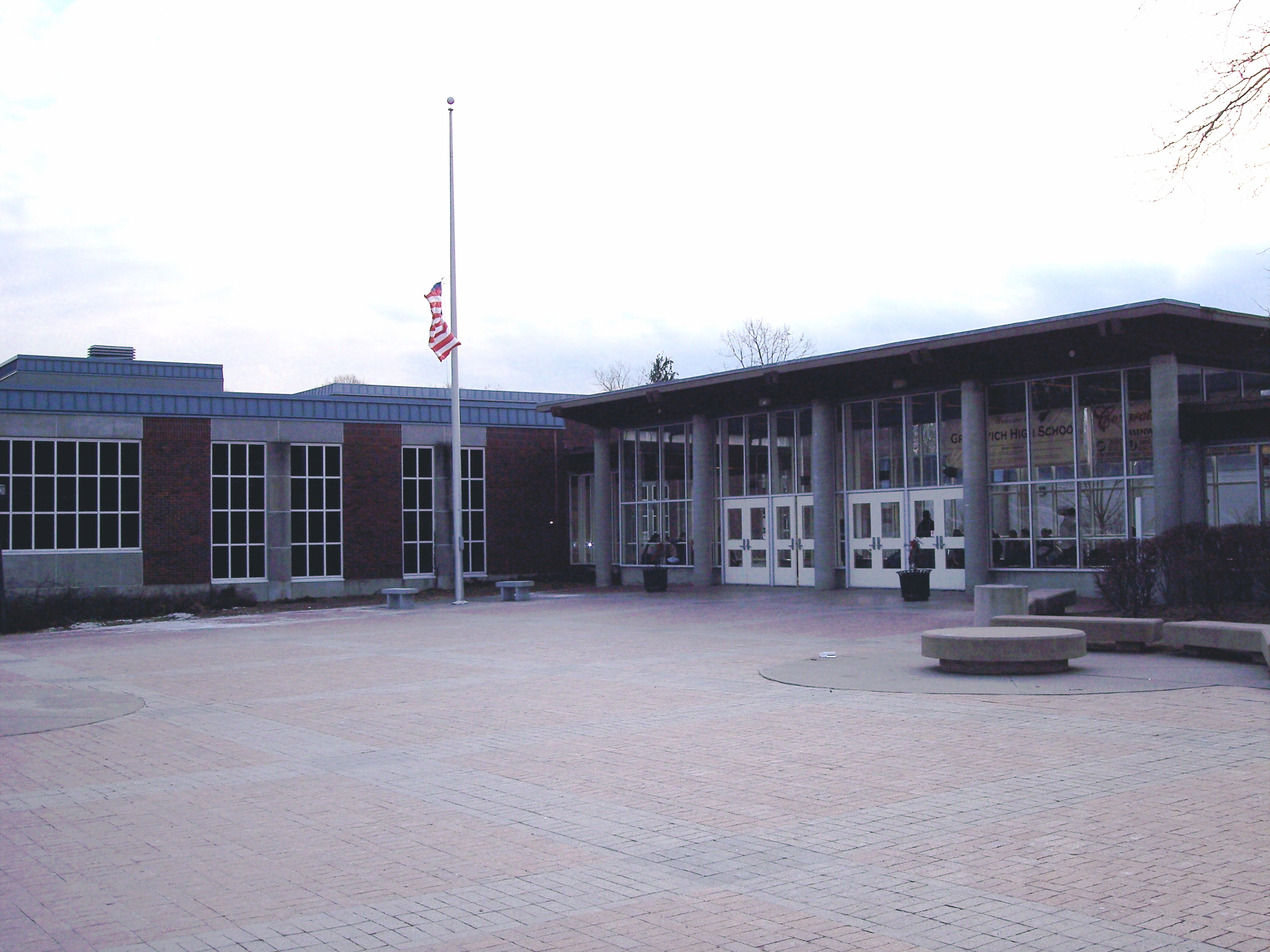
Le lycée Greenwich High School

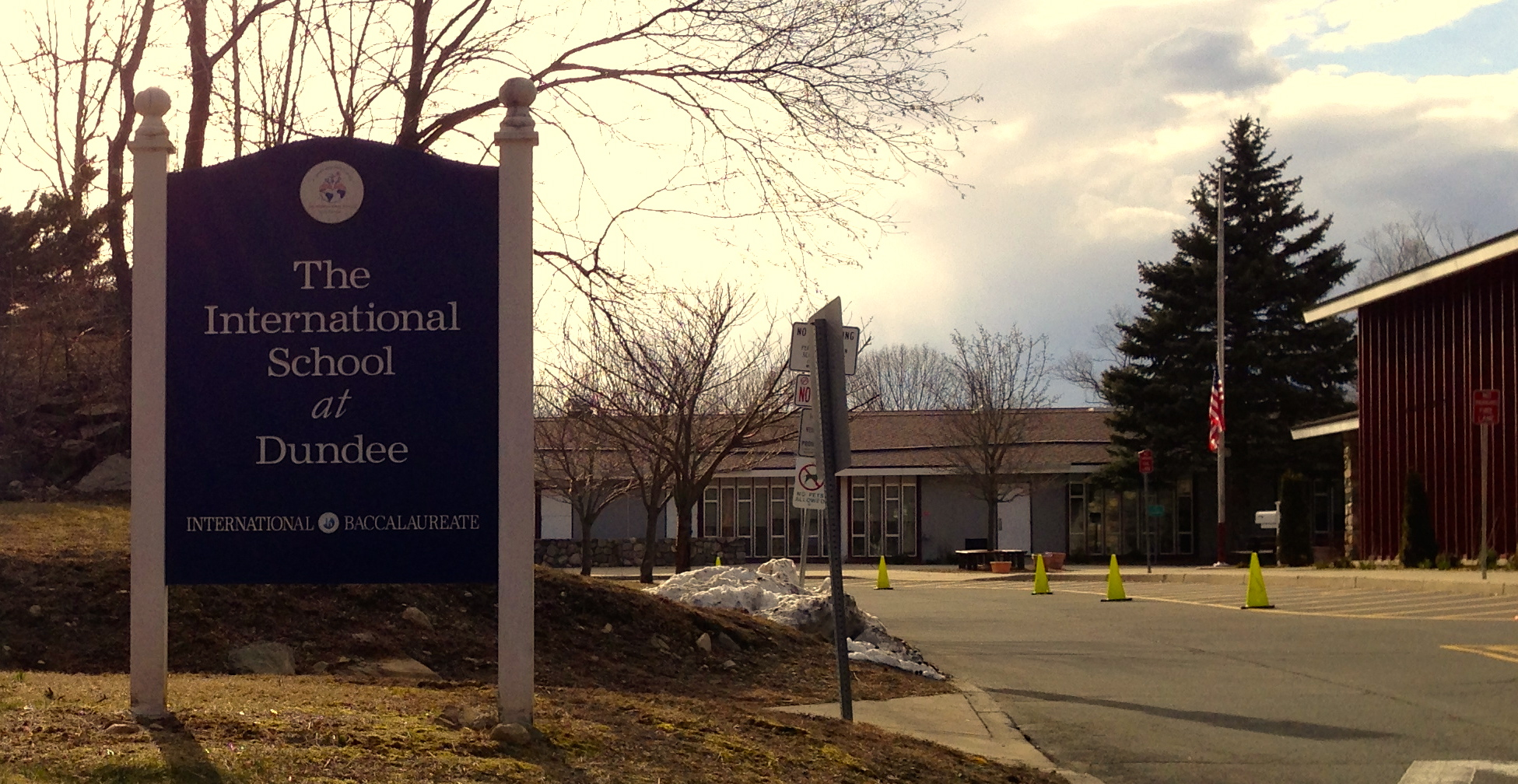
L'école primaire International School à Dundee

- Lycée Greenwich High School (grades 9-12)
- Collèges (grades 6-8)
  - Central Middle School
  - Eastern Middle School
  - Western Middle School
- Écoles primaires (grades K-5)
  - Cos Cob
  - Glenville
  - The International School at Dundee
  - Julian Curtis
  - New Lebanon
  - North Mianus
  - North Street
  - Old Greenwich
  - Parkway
  - Hamilton Avenue
  - Riverside